# El Dorado (chanson)
Pour les articles homonymes, voir Eldorado (homonymie).
Singles de Iron Maiden
Different World
(2006) Speed of Light
(2015)
El Dorado est un single du groupe de heavy metal britannique Iron Maiden, le 41eme du groupe. La chanson a été rendue disponible en téléchargement gratuit sur le site officiel à 00:01 le 8 juin 2010, une journée avant le début de la tournée The Final Frontier Tour. La couverture du single a été réalisée par Anthony Dry et elle est basée sur les couvertures des bandes dessinées EC Comics publié par William Gaines.
La chanson a été jouée pour la première fois le 9 juin 2010 à SuperPages.com Center au Texas. La chanson a aussi été nommée pour les grammy awards dans la catégorie Best Metal Performance

## Personnel
- Bruce Dickinson – chants
- Steve Harris – basse, chœurs
- Adrian Smith – guitare, chœurs
- Janick Gers – guitare
- Dave Murray – guitare
- Nicko McBrain – batterie